# 霍普威爾 (布朗特縣)
霍普威爾（英語：Hopewell）是一個位於美國阿拉巴馬州布朗特縣的非建制地區。該地的面積和人口皆未知。

## 地理
霍普威爾的座標為34°15′22″N 86°28′05″W / 34.256111°N 86.468056°W，而該地最高點為海拔高度299米（即981英尺）。